# Suwa (Nagano)
Suwa (japanisch 諏訪市 Suwa-shi) ist eine Stadt im Zentrum der Präfektur Nagano auf der japanischen Hauptinsel Honshū. Suwa liegt am Suwa-See und gilt als industriell geprägte Stadt.

## Übersicht
Das heutige Suwa entwickelte sich in der Edo-Zeit als Burgstadt mit der Burg Takashima als Verwaltungszentrum. Die traditionelle Seidenspinnerei wurde nach dem Zweiten Weltkrieg abgelöst durch Herstellung von Präzisionsgeräten. (In der Stadt befindet sich die Firmenzentrale der Seiko Epson Corporation), Holzverarbeitung und Miso-Herstellung. 
Die heutige kreisfreie Stadt Suwa wurde am 10. August 1941 durch Zusammenschluss der vormals drei eigenständigen Gemeinden Kami-Suwa, Toyoda und Shiga gegründet.

## Sehenswürdigkeiten
- Suwa-See
- Der Suwa-Taisha ist ein Shintō-Schrein in der Nähe des Suwa-Sees.
- Burg Takashima

## Verkehr
- Straße:
  - Chūō-Autobahn
  - Nationalstraße 20, nach Tokio oder Shiojiri
- Zug:
  - JR Chūō-Hauptlinie

## Städtepartnerschaften
- Amboise, seit 1987
- St. Louis, seit 1974

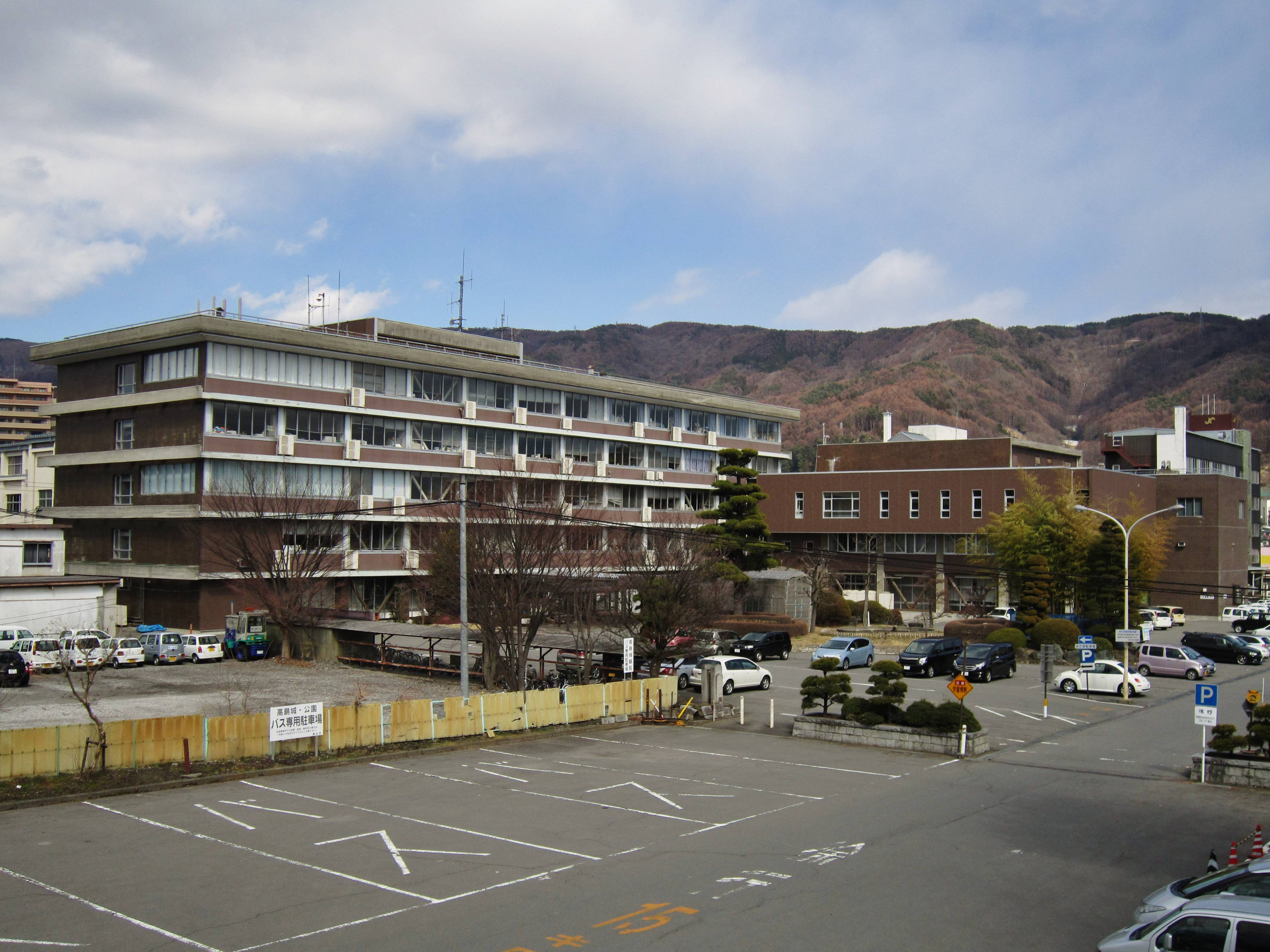
Rathaus

- Wörgl und Kundl, seit 1960[1]

## Söhne und Töchter der Stadt
- Shimaki Akahiko (1876–1926), Tanka-Poet
- Chino Shōshō (1883–1946), Germanist und Übersetzer
- Nagata Tetsuzan (1884–1935), General der Kaiserlich Japanischen Armee
- Fujimori Seikichi (1892–1977), japanischer Schriftsteller
- Jôji Iida (* 1959), Filmregisseur, Drehbuchautor und Mangaka
- Jumpei Yoshizawa (* 1985), Shorttracker

## Angrenzende Städte und Gemeinden
- Okaya
- Chino
- Ina
- Shimosuwa
- Tatsuno
- Nagawa
- Minowa